# 김태수 (1939년)
김태수(金泰洙, 1939년 7월 10일 ~ )은 대한민국의 정치인이다. 제11대 국회의원을 지냈다. 충청북도 괴산군 출신이다.

## 생애
1939년 충청북도 괴산군에서 태어났다. 호는 일연(一然)이다. 동국대학교 경제학과를 졸업하고 영화제작사를 경영하였다.
1981년 제11대 국회의원 선거에서 민주한국당 후보로 서울특별시 도봉구 선거구에 출마하여 민주정의당 홍성우 후보와 동반 당선되었다. 그러나 1985년 제12대 국회의원 선거에서 민주한국당 후보로 같은 선거구에 출마하였다가 신한민주당 조순형 후보와 민주정의당 홍성우 후보에 밀려 낙선하였다.

## 학력
- 동국대학교 경제학과 졸업

## 경력
- 아세아 영화제작자연맹 회장
- 국제민간외교협회(PTP) 한국본부총재
- 1981.04 ~ 1985.04 제11대 국회의원
- 민주한국당 원내부총무
- 민주한국당 사무차장

## 역대 선거 결과
|  | 24.42% |

|  | 12.97% |